# 伯兰-贝列
伯兰-贝列（法語：Belin-Béliet，法語發音：[bəlɛ̃ belje]），法国西南部城市，新阿基坦大区吉伦特省的一个市镇，隶属于阿卡雄区，其市镇面积为165.03平方公里，2022年1月1日时人口数量为6,205人，在法国城市中排名第1,826位。
伯兰-贝列位于吉伦特省西南部，莱尔河畔，其南侧与朗德省接壤，A63高速公路由此通过。

## 地名来源
根据当地官方网站的论述，“Belin”和“Béliet”两个名称可能均出自人名“Belin”，后者生平尚有待考证。
伯兰-贝列所处区域历史上曾通行奥克语加斯科涅方言，“Belin-Béliet”在奥克语维基百科及Openstreetmap中对应的拼写为“Belin e Beliet”。

## 历史

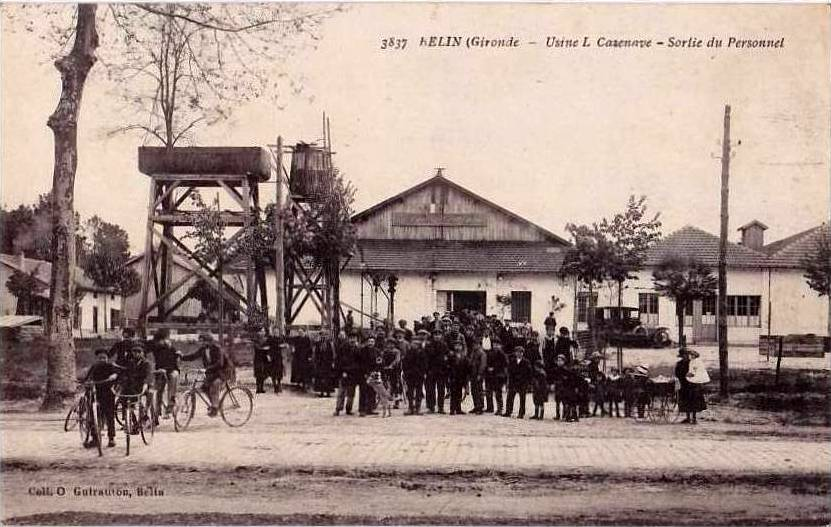
伯兰自行车工厂

伯兰-贝列成立于1974年9月1日，由原市镇伯兰（Belin）和贝列（Béliet）合并而成，其中伯兰为政府驻地。
伯兰的早期历史尚不清楚，中世纪中期，伯兰境内兴建了一座城堡，一些史学家认为阿基坦的埃莉诺可能出生于该地。12世纪时，伯兰获得市镇自由贸易宪章。英法百年战争期间，伯兰曾多次遭到英格兰军队的破坏。17世纪后，伯兰城堡被看作圣雅各之路上的一个地标。法国大革命后，伯兰成为吉伦特省的一个市镇，当地城堡被其领主废弃，后于19世纪末期被拆除。工业革命期间，当地企业家路易·卡泽纳夫（Louis Cazenave）曾在伯兰创办自行车工厂。途径伯兰的莱斯帕尔—圣桑福里安铁路于1884年建成通车，二战后因设施老化而逐渐关闭，部分路段被改建为步行绿道。
贝列历史上则长期为一次普通农业聚落，中世纪时曾为天主教波尔多总教区的一个堂区，法国大革命后成为吉伦特省的一个市镇。
自两地合并以来，伯兰-贝列的人口数量有所增加，当地兴建了工业园区及多处公共设施。

## 地理

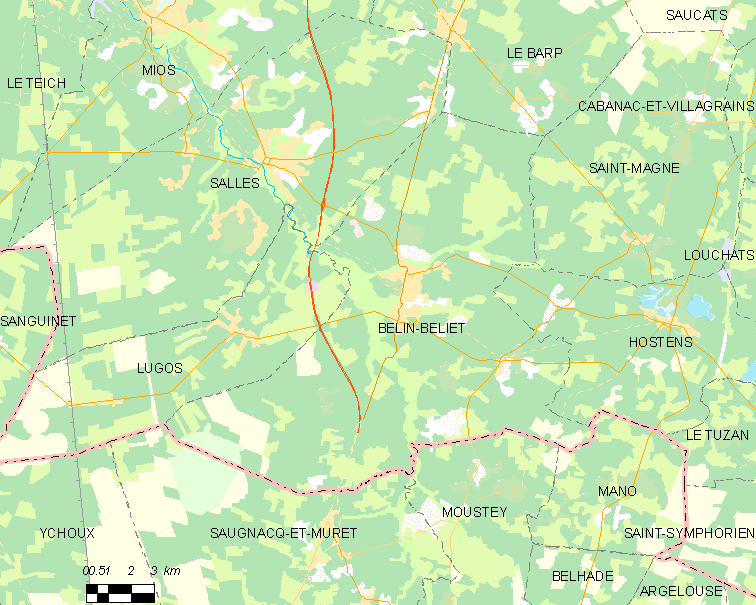
伯兰-贝列市镇范围地图

伯兰-贝列位于法国西南部，新阿基坦大区西南部和吉伦特省西南部，距离省会波尔多大约53公里。与伯兰-贝列接壤的市镇包括：萨勒、勒巴尔普、圣马涅、吕戈斯、索尼亚克和米雷、奥斯唐斯、穆斯泰和马诺。

### 地形
伯兰-贝列位于阿基坦盆地腹地，其境内以平原为主，市镇中心地势较为平坦，市区北侧的河谷地带地形略有起伏，全境海拔在11到84米之间。

### 水文
莱尔河自南向北流经伯兰-贝列境内，其右岸支流帕亚斯溪（ruisseau de Paillasse）自东向西流经市区北部并在此与其交汇。

### 植被
伯兰-贝列属于温带阔叶混交林区，是加斯科涅荒地自然保护区的组成部分，林地广泛分布于市镇范围内的多个区域。
在鲜花城市的评比中，伯兰-贝列暂未被评级。

### 气候
伯兰-贝列在柯本气候分类法中属于温带海洋性气候（Cfb）。
伯兰-贝列境内设有气象站，以下为该气象站的数据（其中日照数据取自拉泰斯特德比什）：
| 伯兰-贝列1981年－2019年 | 伯兰-贝列1981年－2019年 | 伯兰-贝列1981年－2019年 | 伯兰-贝列1981年－2019年 | 伯兰-贝列1981年－2019年 | 伯兰-贝列1981年－2019年 | 伯兰-贝列1981年－2019年 | 伯兰-贝列1981年－2019年 | 伯兰-贝列1981年－2019年 | 伯兰-贝列1981年－2019年 | 伯兰-贝列1981年－2019年 | 伯兰-贝列1981年－2019年 | 伯兰-贝列1981年－2019年 | 伯兰-贝列1981年－2019年 |
| 月份                    | 1月                     | 2月                     | 3月                     | 4月                     | 5月                     | 6月                     | 7月                     | 8月                     | 9月                     | 10月                    | 11月                    | 12月                    | 全年                    |
| ----------------------- | ----------------------- | ----------------------- | ----------------------- | ----------------------- | ----------------------- | ----------------------- | ----------------------- | ----------------------- | ----------------------- | ----------------------- | ----------------------- | ----------------------- | ----------------------- |
| 历史最高温 °C（°F）     | 22.7 (72.9)             | 27.3 (81.1)             | 29.2 (84.6)             | 34.1 (93.4)             | 36.9 (98.4)             | 43.2 (109.8)            | 42.9 (109.2)            | 41.9 (107.4)            | 40.9 (105.6)            | 32.1 (89.8)             | 26.3 (79.3)             | 22 (72)                 | 41.9 (107.4)            |
| 平均高温 °C（°F）       | 11.4 (52.5)             | 12.8 (55.0)             | 17.1 (62.8)             | 18.7 (65.7)             | 22.8 (73.0)             | 26.3 (79.3)             | 27.6 (81.7)             | 28.2 (82.8)             | 24.6 (76.3)             | 20.8 (69.4)             | 14.3 (57.7)             | 11.2 (52.2)             | 19.7 (67.5)             |
| 日均气温 °C（°F）       | 7.2 (45.0)              | 7.8 (46.0)              | 10.8 (51.4)             | 12.6 (54.7)             | 16.5 (61.7)             | 19.8 (67.6)             | 21.1 (70.0)             | 21.5 (70.7)             | 18 (64)                 | 15.4 (59.7)             | 9.7 (49.5)              | 7.3 (45.1)              | 14 (57)                 |
| 平均低温 °C（°F）       | 3 (37)                  | 2.8 (37.0)              | 4.5 (40.1)              | 6.5 (43.7)              | 10.2 (50.4)             | 13.3 (55.9)             | 14.6 (58.3)             | 14.8 (58.6)             | 11.5 (52.7)             | 10 (50)                 | 5.1 (41.2)              | 3.4 (38.1)              | 8.3 (46.9)              |
| 历史最低温 °C（°F）     | −12.1 (10.2)            | −12.3 (9.9)             | −10.2 (13.6)            | −4.4 (24.1)             | −0.4 (31.3)             | 3.2 (37.8)              | 6.6 (43.9)              | 5.8 (42.4)              | 0.9 (33.6)              | −5.2 (22.6)             | −8.9 (16.0)             | −12.6 (9.3)             | −12.6 (9.3)             |
| 平均降水量 mm（）       | 89 (3.5)                | 73.7 (2.90)             | 64.6 (2.54)             | 83.1 (3.27)             | 72.8 (2.87)             | 57.2 (2.25)             | 49.5 (1.95)             | 59.3 (2.33)             | 75.5 (2.97)             | 96 (3.8)                | 111.3 (4.38)            | 99.1 (3.90)             | 931.1 (36.66)           |
| 月均日照時數            | 67.2                    | 104.8                   | 171.9                   | 229                     | 222.4                   | 239.1                   | 261.4                   | 236.6                   | 208.1                   | 141.8                   | 48.9                    | 69.5                    | 2,000.7                 |
| 来源：infoclimat.fr     |                         |                         |                         |                         |                         |                         |                         |                         |                         |                         |                         |                         |                         |

## 行政区划
伯兰-贝列的市镇编号为33042，邮政编号为33830。
在行政管理方面，伯兰-贝列隶属于法国新阿基坦大区吉伦特省阿卡雄区；在地方选举方面，伯兰-贝列隶属于格拉沃荒地县，其市镇范围全境被划入吉伦特省第九选区；在社会管理方面，伯兰-贝列是莱尔河谷市镇公共社区的办公驻地。
截至2024年6月，伯兰-贝列市镇范围内暂无任何城市敏感街区及城市政策优先街区。
法国国家统计与经济研究所（简称）在进行数据统计时，未将伯兰-贝列划入任何城市核心区（Unité urbaine）、城市区（Aire urbaine）及城市辐射区（Aire d'attraction）。此外，还将伯兰-贝列市镇整体看作一个“块区”（IRIS），以便于统计人口分布情况。

## 交通

### 公路
A63高速公路经过伯兰-贝列市区西部和南部并设有出入口连接市区，另有吉伦特省省道D3线、D3E15线、D110线、D111线和D1010线在伯兰-贝列境内交汇。新阿基坦大区下属的吉伦特省的城际客运505线和610线经停伯兰-贝列，可通往波尔多、昂代诺斯莱班及法克蒂尔比加诺斯站等地。
2020年，83.5%的伯兰-贝列家庭拥有至少一辆私人汽车。2021年，伯兰-贝列境内共发生各类交通事故5起，造成1人遇难，5人重伤。
| 21 | 7 |

| 波尔多 | 53 |

| 比斯卡罗斯 | 39 |

| 索尼亚克和米雷 | 10 |

### 铁路
距离伯兰-贝列最近的运营中的客运铁路车站为24公里外的法克蒂尔比加诺斯站，该站停靠往返于波尔多和阿卡雄及蒙德马桑一线的区域列车，以及少量可直通巴黎的高速列车。

### 航空
伯兰-贝列距离波尔多-梅里尼亚克机场的公路里程大约53公里。

### 城市公共交通
截至2024年6月，伯兰-贝列暂无城市公共交通系统。

## 政治

### 市政内阁

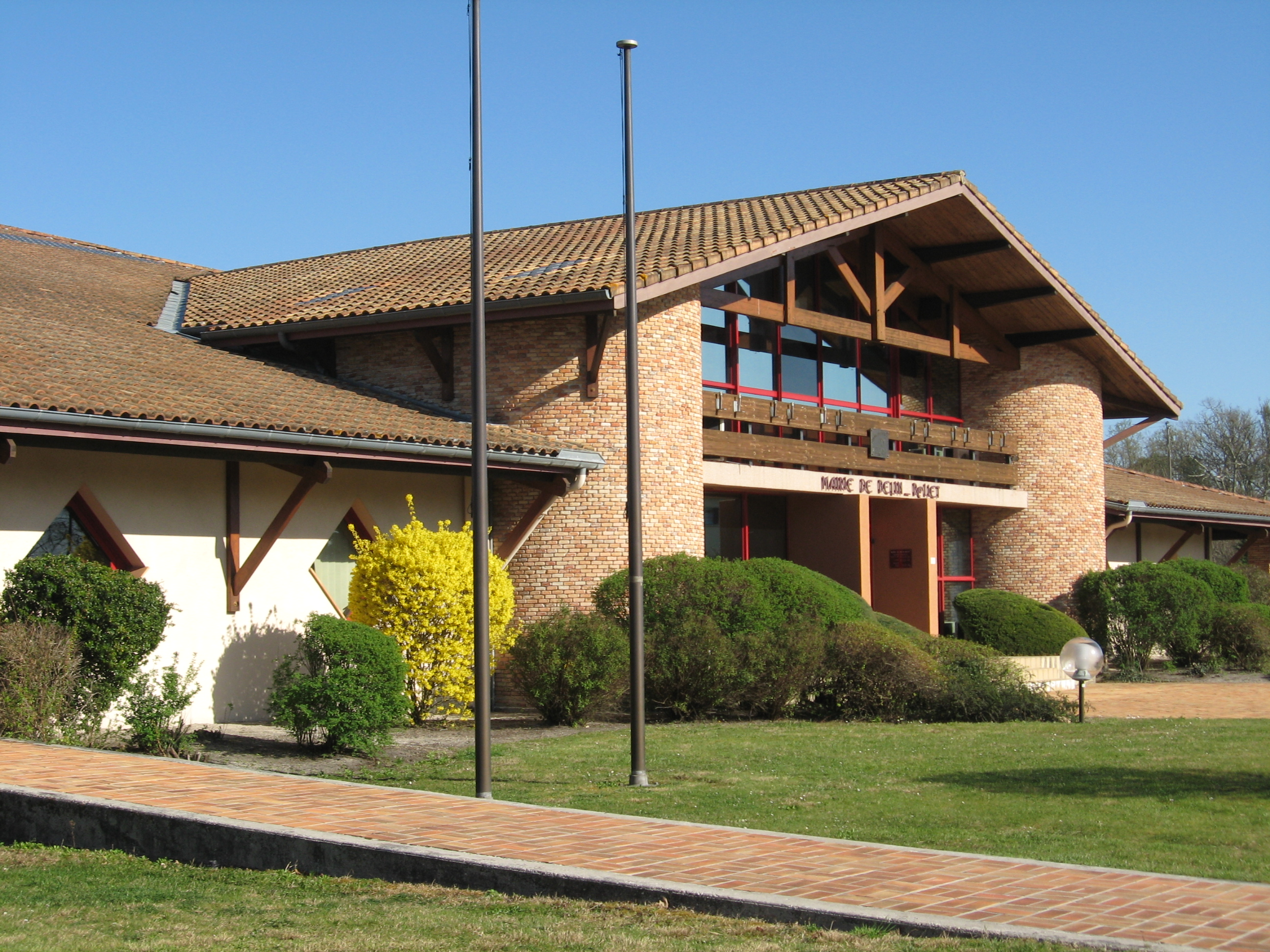
伯兰-贝列市政厅

伯兰-贝列的现任市长为西里尔·德克莱尔克先生（Cyrille DECLERCQ），他是一名左翼无党派人士，在2020年的市政选举中获得了40.89%的支持率。
| 伯兰-贝列历届市长      | 伯兰-贝列历届市长                                  | 伯兰-贝列历届市长                |
| 任期                   | 市长                                               | 党派                             |
| ---------------------- | -------------------------------------------------- | -------------------------------- |
| （1974年以前资料暂缺） |                                                    |                                  |
| 1974年－2008年         | Alain PÉRONNAU 阿兰·佩罗诺                         | UDF法国民主联盟 →UMP人民运动联盟 |
| 2008年－2020年         | Marie-Christine LEMONNIER 玛丽-克里斯蒂娜·勒莫尼耶 | UMP人民运动联盟 →LR共和黨        |
| 2020年－               | Cyrille DECLERCQ 西里尔·德克莱尔克                 | DVG左翼无党派人士                |

### 各级选举
| 伯兰-贝列历届投票选举结果 | 伯兰-贝列历届投票选举结果 | 伯兰-贝列历届投票选举结果 | 伯兰-贝列历届投票选举结果 | 伯兰-贝列历届投票选举结果 | 伯兰-贝列历届投票选举结果 | 伯兰-贝列历届投票选举结果 | 伯兰-贝列历届投票选举结果 | 伯兰-贝列历届投票选举结果 | 伯兰-贝列历届投票选举结果 |
| 选举项目                  | 选举范围                  | 选区单位                  | 选区单位内的选举结果      | 选区单位内的选举结果      | 选区单位内的选举结果      | 选区单位内的选举结果      | 选区单位内的选举结果      | 选区单位内的选举结果      | 参考资料                  |
| 选举项目                  | 选举范围                  | 选区单位                  | 第一轮胜出者              | 第一轮胜出者              | 支持率                    | 第二轮胜出者              | 第二轮胜出者              | 支持率                    | 参考资料                  |
| ------------------------- | ------------------------- | ------------------------- | ------------------------- | ------------------------- | ------------------------- | ------------------------- | ------------------------- | ------------------------- | ------------------------- |
| 2017年法國總統選舉        | 法國                      | 市镇                      |                           | 玛丽娜·勒庞               | 24.86%                    |                           | 埃马纽埃尔·马克龙         | 58.12%                    | [ 24 ]                    |
| 2017年法国立法选举        | 吉伦特省第九选区          | 市镇                      |                           | 索菲·梅特                 | 29.43%                    |                           | 索菲·梅特                 | 57.32%                    | [ 24 ]                    |
| 2019年欧洲议会选举        | 法國                      | 市镇                      |                           | 若尔丹·巴尔代拉           | 27.25%                    | （不适用）                | （不适用）                | （不适用）                | [ 26 ]                    |
| 2021年法国省级选举        | 吉倫特省                  | 县                        |                           | 埃尔韦·吉莱 索菲·皮克马尔 | 32.95%                    |                           | 埃尔韦·吉莱 索菲·皮克马尔 | 66.87%                    | [ 27 ]                    |
| 2021年法国省级选举        | 吉倫特省                  | 市镇                      |                           | 埃尔韦·吉莱 索菲·皮克马尔 | 35.81%                    |                           | 埃尔韦·吉莱 索菲·皮克马尔 | 68.64%                    | [ 27 ]                    |
| 2021年法国大区选举        |                           | 市镇                      |                           | 阿兰·鲁塞                 | 29.91%                    |                           | 阿兰·鲁塞                 | 41.99%                    | [ 28 ]                    |
| 2022年法国总统选举        | 法國                      | 市镇                      |                           | 玛丽娜·勒庞               | 31.33%                    |                           | 玛丽娜·勒庞               | 54.87%                    | [ 24 ]                    |
| 2022年法国立法选举        | 吉伦特省第九选区          | 市镇                      |                           | 达米安·奥布拉多尔         | 31.78%                    |                           | 索菲·梅特                 | 52.16%                    | [ 24 ]                    |

## 人口
2021年，伯兰-贝列市镇人口数量为6,039，在法国排名第1,826位。其中男性2,858人，女性2,973人，75岁及以上人口占6.5%，外籍人口数量为190人，人口密度为39人/平方公里，当地居民被称为（男性）或（女性）。2022年，伯兰-贝列境内出生83人，死亡人口60人。
| 伯兰-贝列1901年－2021年人口变化情况 （1974年以前仅伯兰） |
|                                                          |
| 数据来源：Cassini、INSEE                                 |

## 经济
伯兰-贝列是一个区域性的中心城市。截至2024年6月，伯兰-贝列市镇范围内共有各类用人单位（包含自雇）1,028家，平均历史为15年，其中99.37%为中小型企业（PME），2024年4月至6月间，当地的经济活力指数为0。（特种器械制造）、（面包房）及（财务管理）是当地2022年营业额最高的三个企业，分别为4,890,396欧元、870,918欧元和450,000欧元。

## 财政与居民收入
2022年，伯兰-贝列的财政收入总额为6,239,500欧元，财政支出总额为5,427,320欧元，当年的债务总额为4,181,820欧元。2022年，伯兰-贝列市镇通过增值税获得345,370欧元的收入，此外当地还共获得了140,740欧元的国家直接财政补助。
| 伯兰-贝列居民收入情况                            | 伯兰-贝列居民收入情况 | 伯兰-贝列居民收入情况 | 伯兰-贝列居民收入情况 |
| 内容                                             | 伯兰-贝列             | 法国                  | 统计年份              |
| ------------------------------------------------ | --------------------- | --------------------- | --------------------- |
| 征税家庭总数                                     | 2,620                 | 1,081（法国市镇平均） | 2022年                |
| 居民平均月收入                                   | 2,248欧元             | 2,435欧元             | 2022年                |
| 高级职员人均月收入                               | 3,625欧元             | 4,331欧元             | 2021年                |
| 中级职员人均月收入                               | 2,357欧元             | 2,470欧元             | 2021年                |
| 普通职员人均月收入                               | 1,802欧元             | 1,801欧元             | 2021年                |
| 贫困率                                           | 9%                    | 14.5%                 | 2020年                |
| 青壮年（15至64岁）失业率                         | 10.2%                 | 7.4%                  | 2020年                |
| 征税家庭数量占比                                 | 42.5%                 | 45.5%                 | 2020年                |
| 家庭年均纳税                                     | 2,530欧元             | 4,393欧元             | 2022年                |
| 资料来源：INSEE、L'Internaute、Le Journal du Net |                       |                       |                       |

## 社会事务

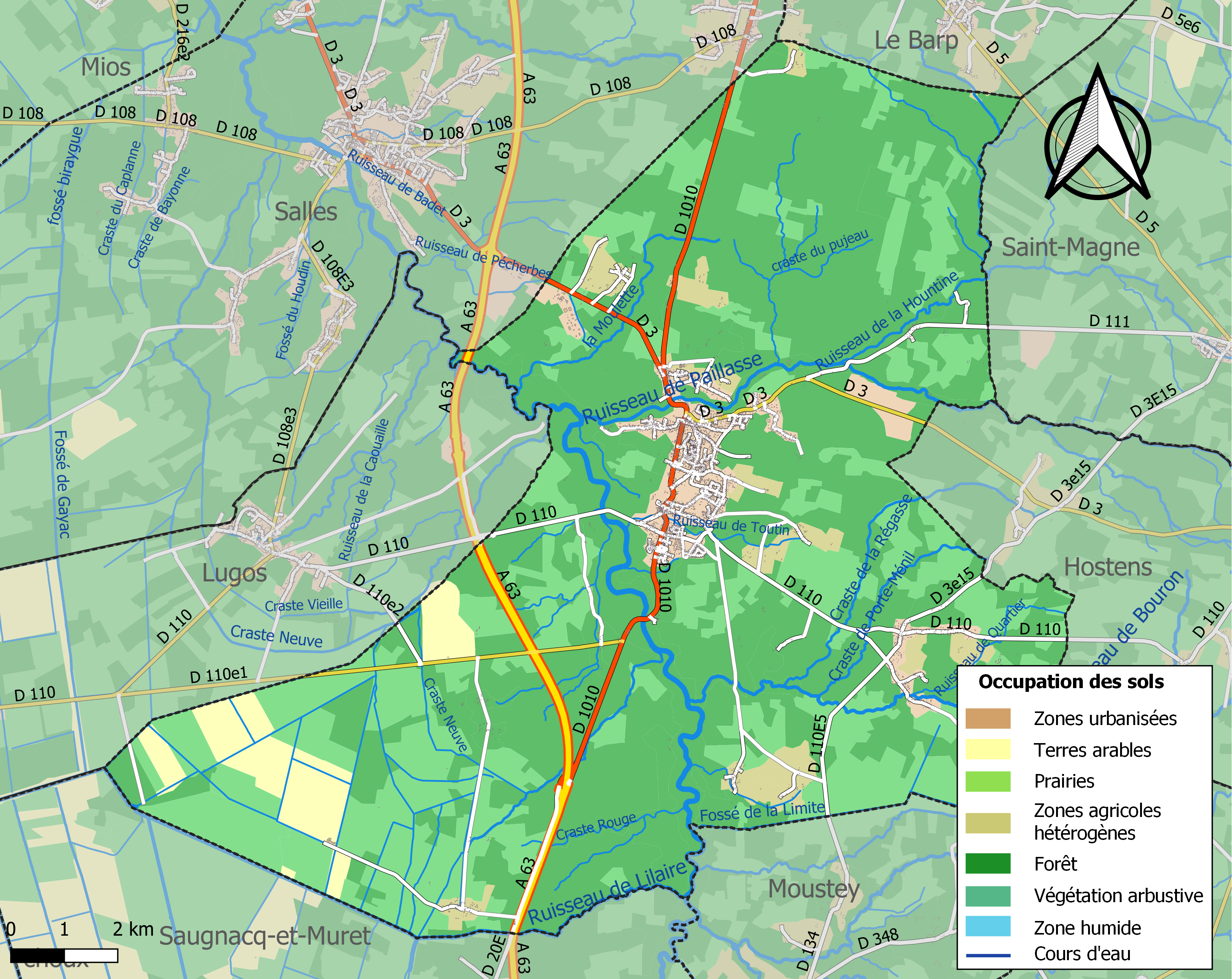
伯兰-贝列土地利用情况地图

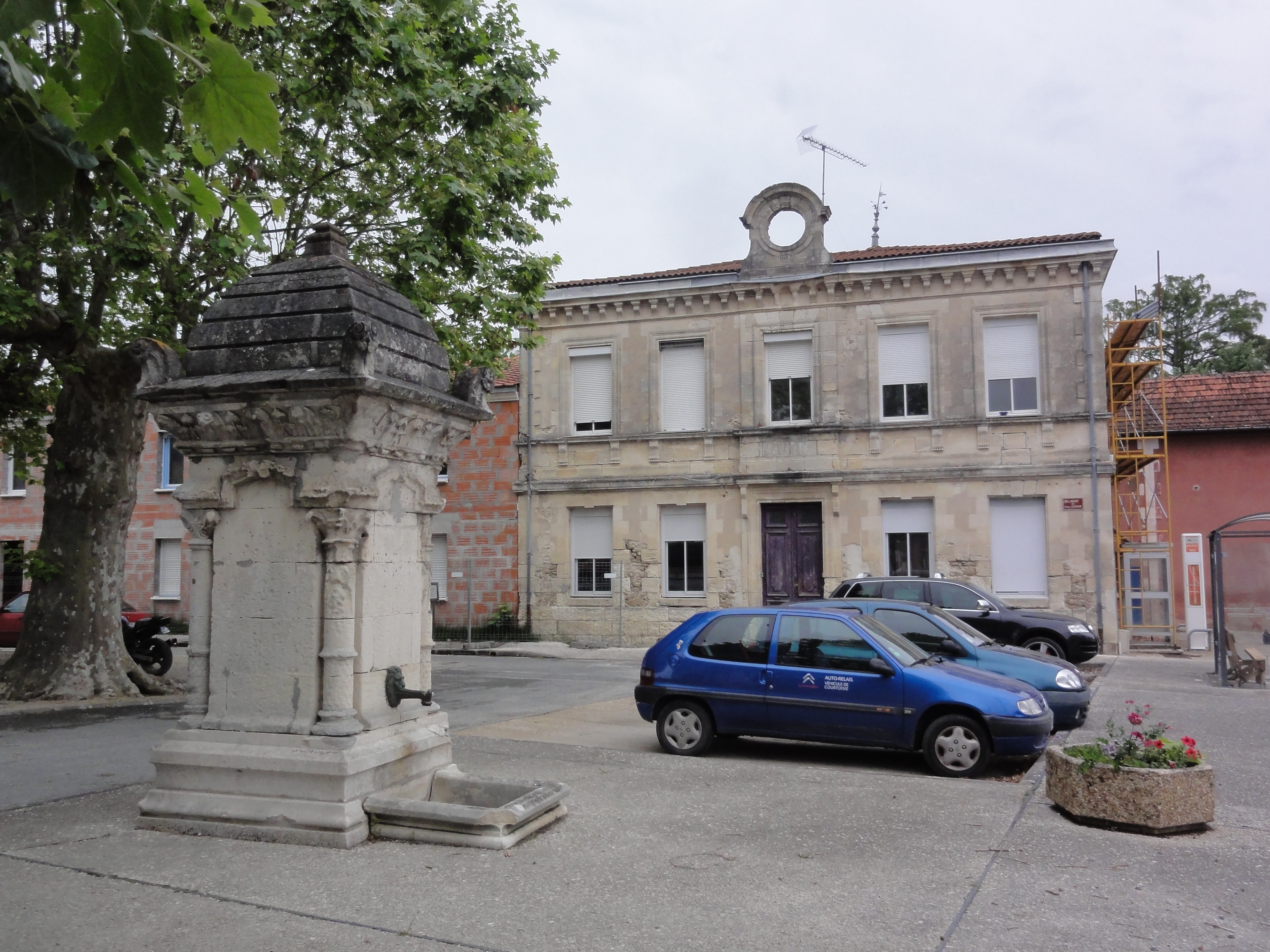
埃斯特雷姆兄弟广场

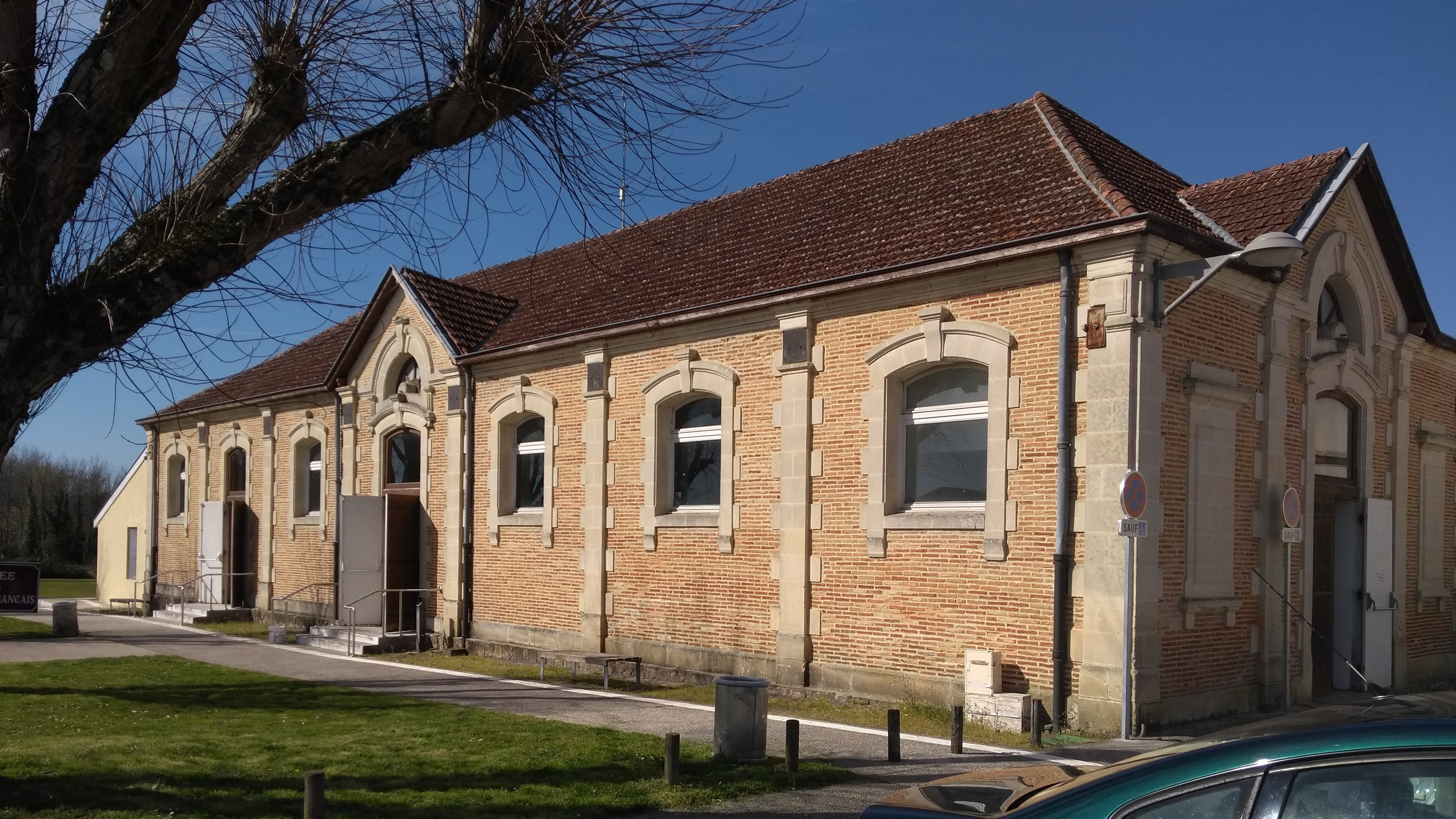
一处社区活动中心

### 教育
伯兰-贝列属于波尔多学区。截至2021年1月1日，伯兰-贝列境内共有2所小学。

### 医疗
截至2021年1月1日，伯兰-贝列境内共有全科医生5名、保健师7名、牙医2名、护士15名和助产士1名。境内共有药房2家、养老院1家。
距离伯兰-贝列最近的区域性医疗机构为波尔多大学中心医院，后者亦是法国的一个大学教学医院，其主病区佩勒格兰医院位于波尔多市区西南部，距离伯兰-贝列市区的正常车程大约30分钟，该院设有床位1,408个，是新阿基坦大区内规模最大的公立综合性医院。

### 住房
2020年，伯兰-贝列境内共有各类住房2,740套，其中89.4%为独立式住宅，10.1%为集中式住宅。常住房屋占伯兰-贝列市镇范围内居民建筑总量的88.2%。
在住房保障政策方面，2022年，伯兰-贝列境内共有272户家庭获得了住房经济补助，受益人数占总人口数量的4.5%，其中247份为房租补助。

### 商业
2021年，伯兰-贝列境内共有各类实体商铺137家，其中餐厅9家、大型超市2家、杂货店1家、面包房2家、书店1家、美容美发店13家、汽车维修店10家。伯兰-贝列镇中心北侧建有Intermarché和Super U超市。

### 体育
2021年，伯兰-贝列境内共有1间体育馆、3处网球场以及2处足球或橄榄球场。
截至2024年6月，伯兰-贝列足球俱乐部（Football Club Belin Beliet，编号505681）是伯兰-贝列境内唯一的一家注册足球俱乐部，该俱乐部成立于1946年，其主队2024至2025赛季参加新阿基坦大区足球联赛丙组（法国第八级别），其主场为皮埃尔·马诺球场（Stade Pierre Mano）。

### 环境
伯兰-贝列的环境事务由其所属的莱尔河谷市镇公共社区联合各级政府协调负责。2021年，伯兰-贝列境内共有1家污染企业。

### 治安
2021年，伯兰-贝列市镇范围内共有1处宪兵队。
伯兰-贝列及其附近的共15个市镇是阿卡雄国家宪兵队（zone gendarmerie de Arcachon）的管辖范围。2020年，该宪兵队累计记录各类案件5,033起，其中盗窃类案件2,511起，经济类案件1,287起，毒品交易类案件130起。

## 文化

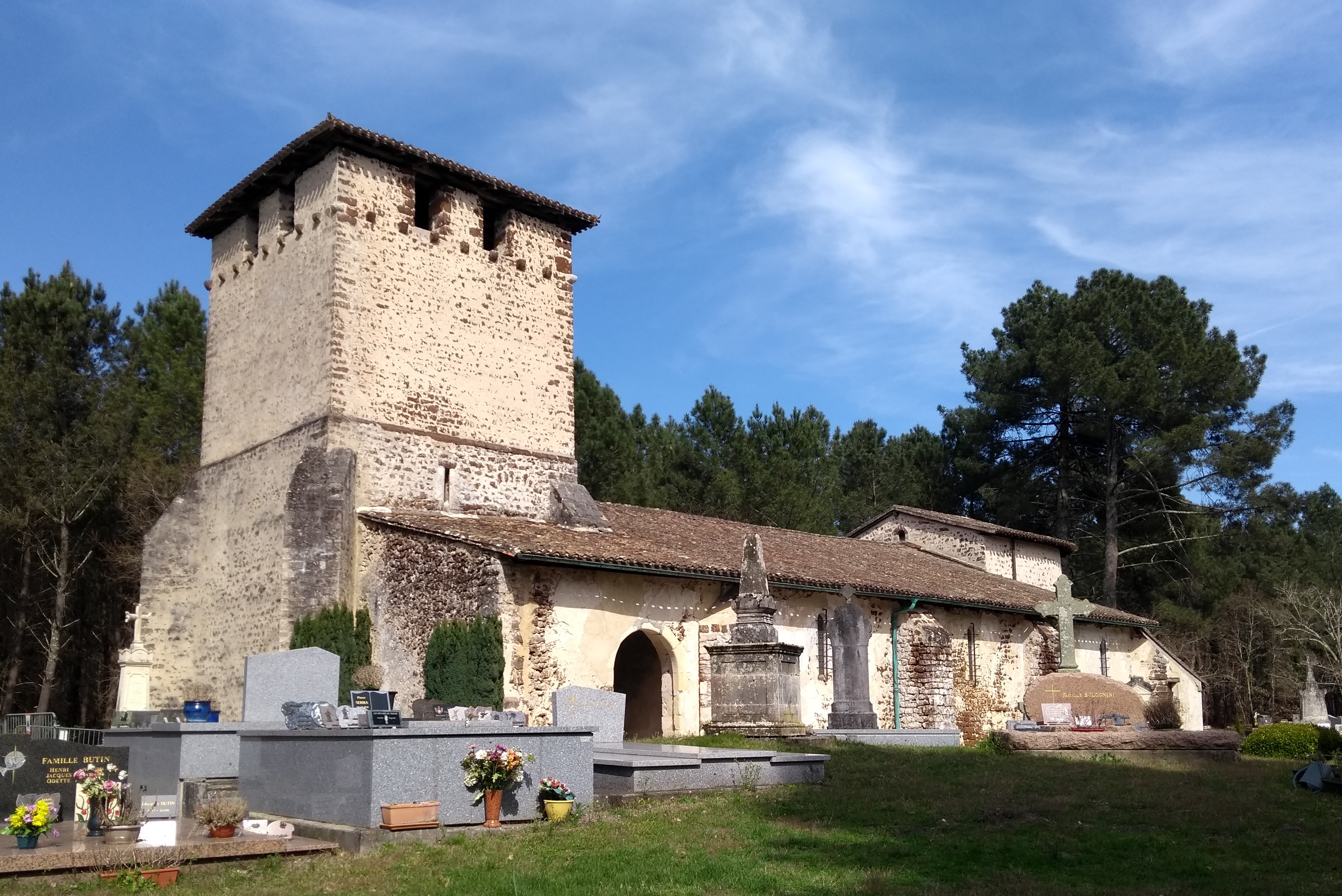
蒙斯圣伯多禄教堂

2021年，伯兰-贝列境内暂无任何文化设施。伯兰-贝列境内建有埃莉诺图书馆（Bibliothèque Aliénor），除周日及法定节假日外全年向公众开放。

### 建筑
伯兰-贝列境内有多处历史建筑，其中蒙斯圣伯多禄教堂、朝圣十字架等为法国国家文物保护单位。

### 旅游
伯兰-贝列的旅游事务由其所属的莱尔河谷市镇公共社区联合各级政府协调负责。2023年，伯兰-贝列境内共有1家酒店共计21间房间。

### 媒体
法国主要的媒体均可在伯兰-贝列接收，法国电视三台下属的新阿基坦大区频道在部分时段播出伯兰-贝列所在吉伦特省的地方新闻。《西南报》、蓝色法兰西吉伦特广播、蓝色法兰西加斯科涅广播、波尔多电视台等是当地主要的地方性媒体。

## 友好城市
截至2024年6月，伯兰-贝列暂未建立任何友好城市关系。